# Paul Rühe
Paul Rühe (* 1. September 1877 in Landsberg/Warthe; † 21. April 1947 in Hamburg) war ein deutscher Verwaltungsjurist und Präsident des Landesfinanzamts Münster.

## Werdegang
Paul Rühe studierte nach dem Abitur Rechtswissenschaften und wurde nach Ablegung der juristischen Staatsexamina Richter am Amts- und Landgericht II in Berlin. Bevor er 1907 in die Steuerverwaltung wechselte, war er Grundbuchrichter beim Amtsgericht Guben sowie Mitglied der Strafkammer beim Landgericht Berlin. Bei der Provinzialsteuerdirektion Kassel war Rühe zunächst als wissenschaftlicher Hilfsarbeiter eingesetzt und kam zum 1. Dezember 1908 in gleicher Funktion zur Oberzolldirektion Königsberg. Zwei Jahre später erhielt er eine Anstellung bei der Oberzolldirektion Breslau. Am 4. Mai 1911 zum Regierungsrat befördert, wurde er 1915 wissenschaftlicher Mitarbeiter in der Abteilung IV des Reichsamts des Innern. Im Oktober 1916 wurde Rühe Kaiserlicher Geheimer Regierungsrat und Vortragender Rat im Reichsamt und im Oktober 1919 Ministerialdirigent im Reichsfinanzministerium. Beim Landesfinanzamt Brandenburg übernahm er 1921 die Leitung der Abteilung Zölle und Verbrauchssteuern. Seine Ernennung zum Präsidenten des Landesfinanzamts Münster fiel auf den 1. September 1934. In dieser Funktion blieb er bis zu seiner Ernennung zum Oberfinanzpräsidenten Westfalen am 1. April 1937. Zum 1. Juli 1942 ging Paul Rühe auf eigenen Wunsch in den Ruhestand.